# Estadi Municipal Parque do Sabiá
L'Estadi Municipal Parque do Sabiá és un estadi de futbol de la ciutat d'Uberlândia, Minas Gerais, Brasil.
Principalment és usat per a la pràctica del futbol. És la seu dels clubs Uberlândia Esporte Clube i Clube Atlético Portal. Va ser inaugurat el 27 de maig de 1982. Té una capacitat per a 39.990 espectadors.

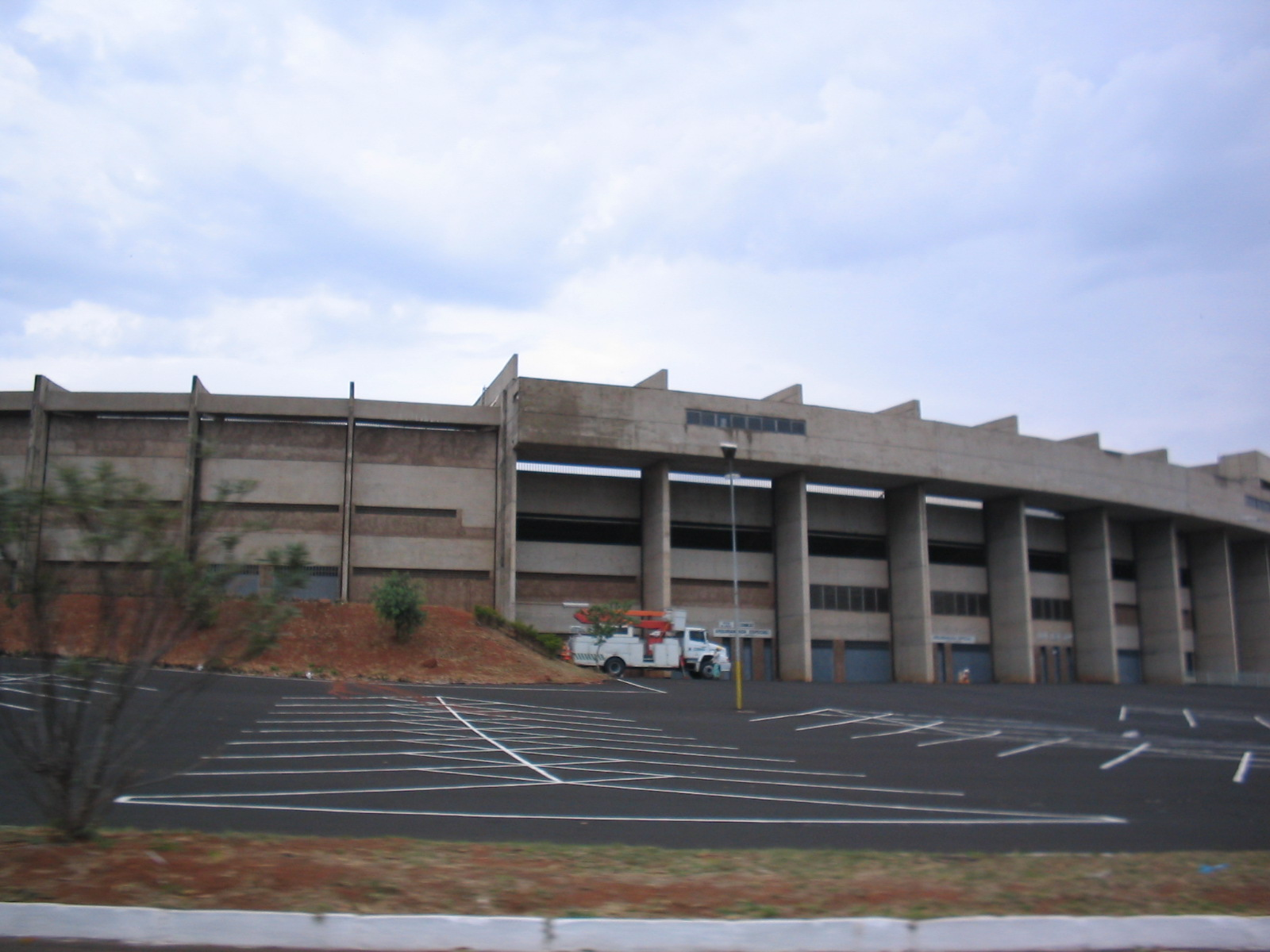
Estádio Parque do Sabiá.